# Danzhouhua
Le danzhouhua (chinois simplifié : 儋州话 ; chinois traditionnel : 儋州話 ; pinyin : dānzhōuhuà), également appelé xianghua (乡话 / 鄉話, xiānghuà, « langue du pays natal ») est un dialecte non classifié de la langue chinoise parlé au Sud-Est la ville-préfecture de Danzhou, et au Sud de la partie côtière du Nord du xian autonome li de Changjiang, tous deux situés au Nord-Ouest de l'île de Hainan. Il est parlé par environ 700 000 personnes d'après les estimations de 2010.